# برتا وگمان
برتا وگمان (به آلمانی: Bertha Wegmann) (زاده ۱۸۴۷ – درگذشته ۱۹۲۶) نقاش پرتره دانمارکی از تبار آلمانی بود. او اولین زنی بود که در آکادمی هنرهای زیبای سلطنتی دانمارک کرسی داشت.

## زندگی
وقتی برتا وگمان پنج ساله بود، خانواده او به کپنهاگ نقل مکان کردند، جایی که پدرش تاجر شد. او عاشق هنر بود و بیشتر اوقات فراغت خود را صرف نقاشی می کرد. وی در سنین پایین به طراحی علاقه نشان داد، اما تا نوزده سالگی هیچ آموزش رسمی ندید. وگمان از استادان نقاشی نظیر فردریک فردیناند هلستد، هاینریش بونتزن و فردریک کریستین لوند بهره برد.

## آثار برگزیده

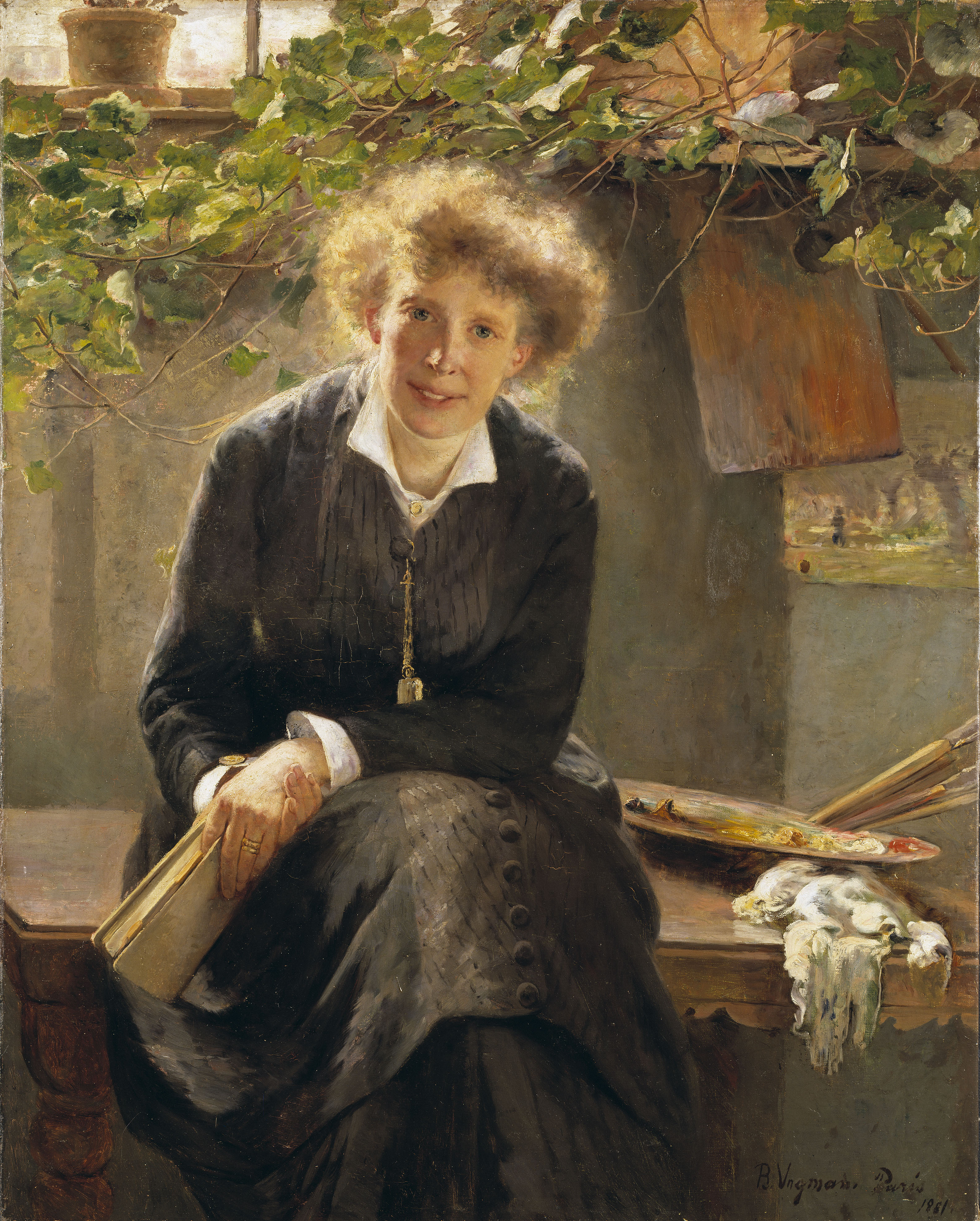
پرتره جینا باوک (۱۸۸۱)
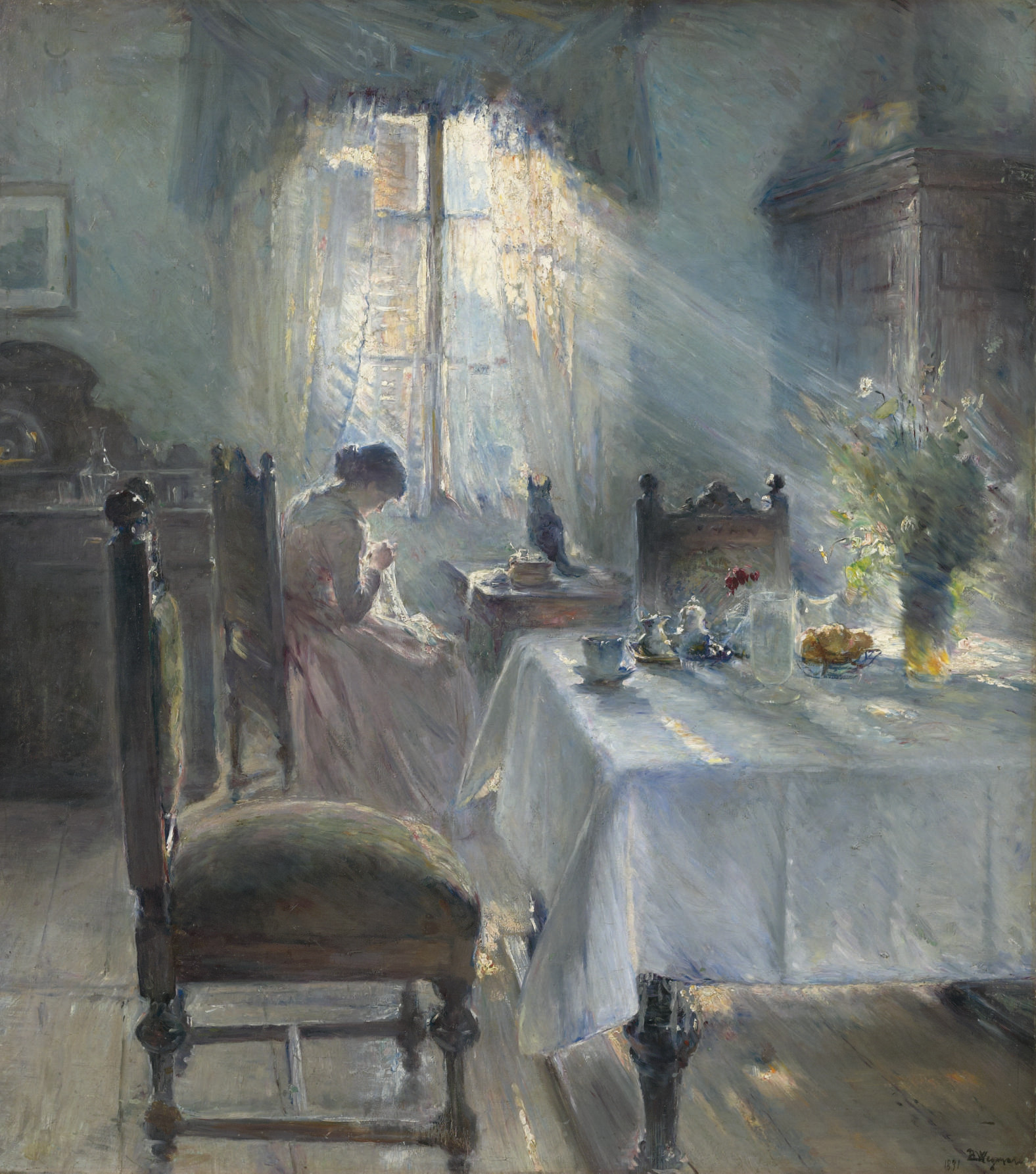
خیاطی زن
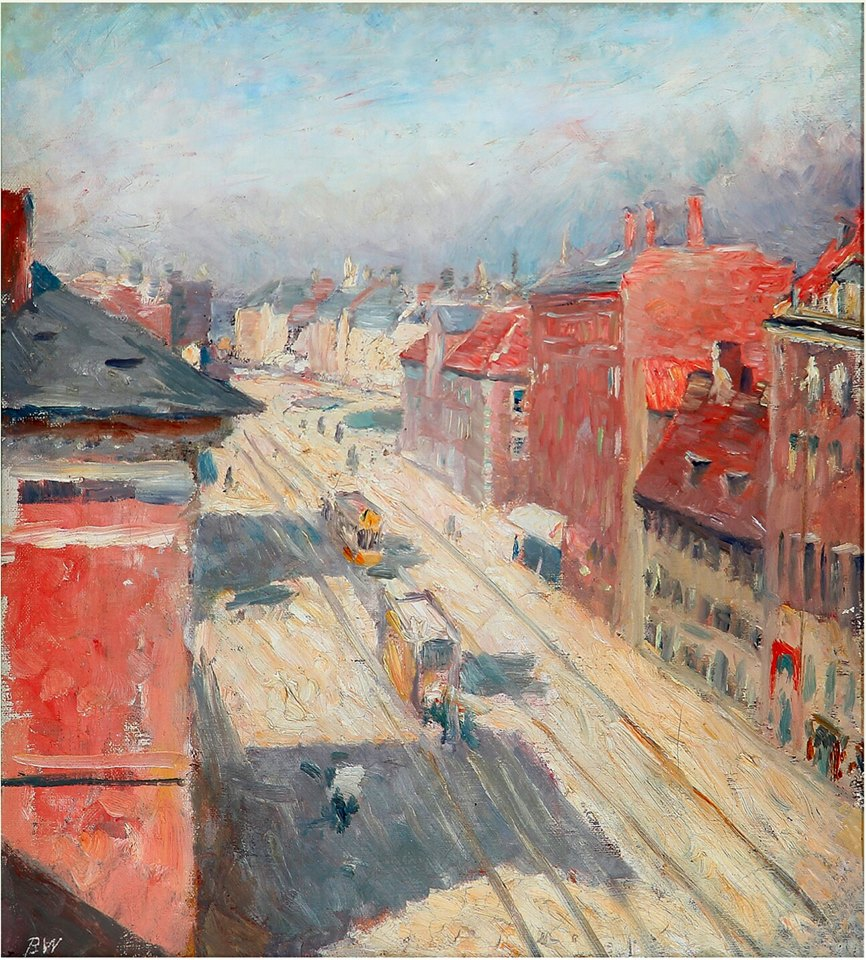
نمایی از هولکنهوس
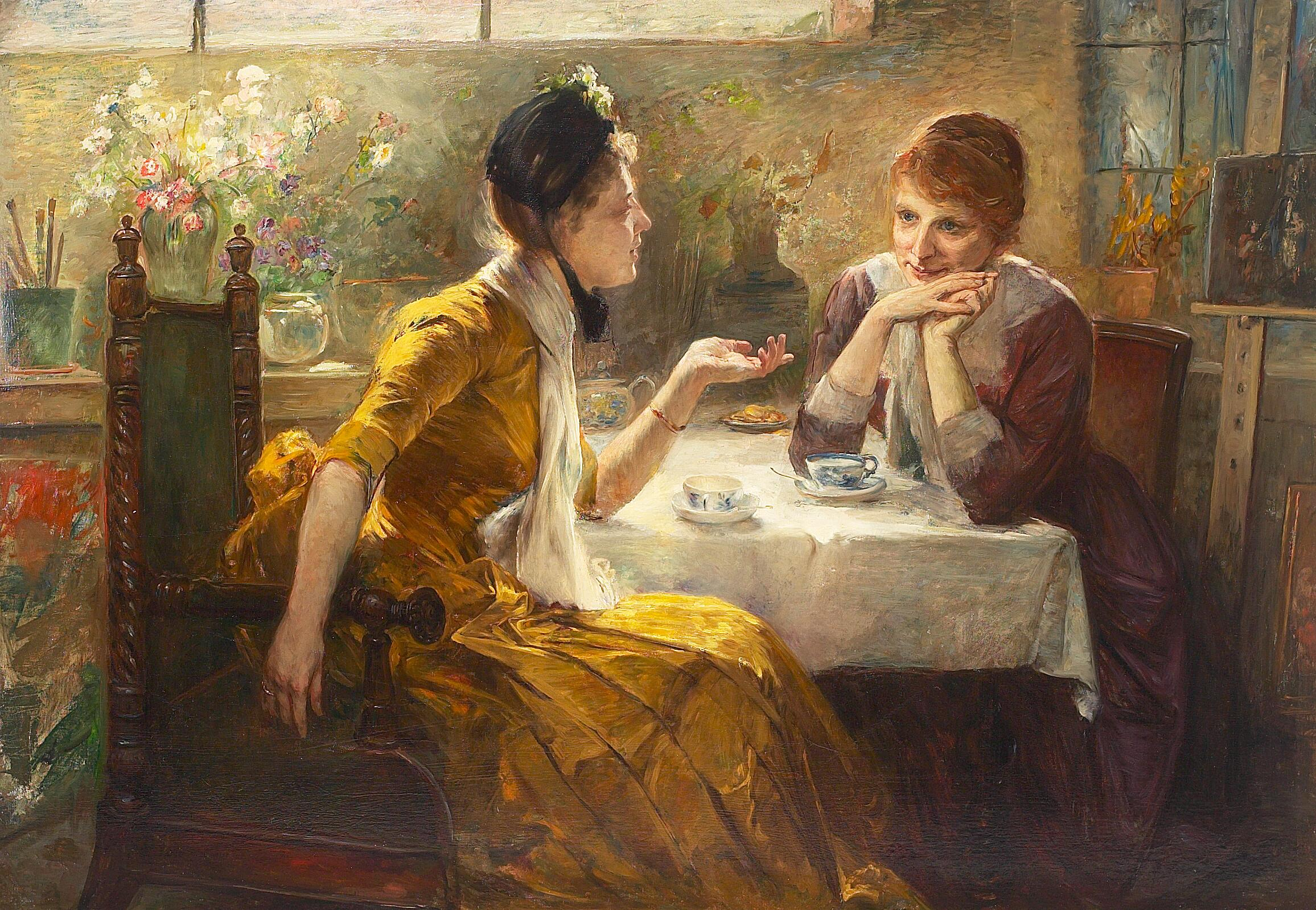
دو دوست در حال نوشیدن چای در استودیو هنرمند
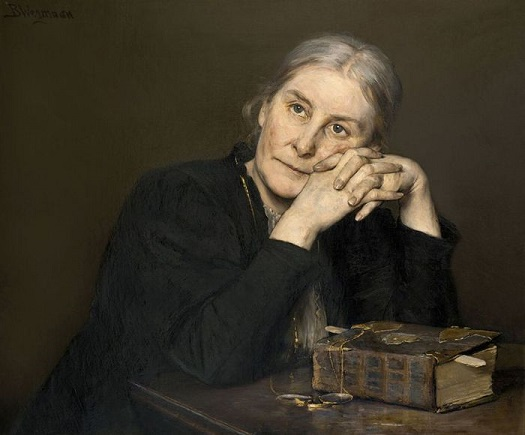
تأمل در کتاب مقدس
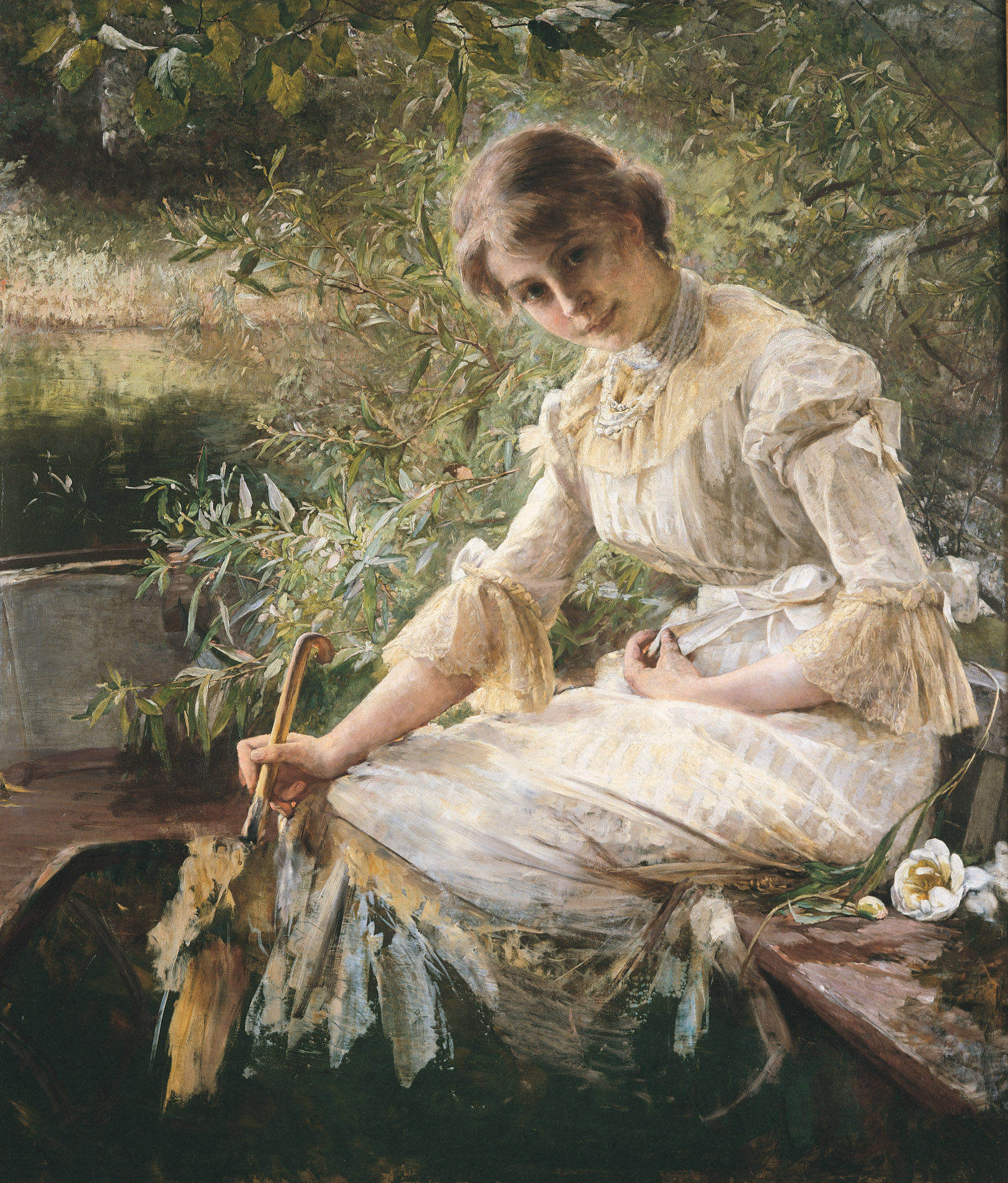
پرتره ماری، ۱۸۸۴